# Nimlot Ier
Pour les articles homonymes, voir Nimlot.
Nimlot Ier est le fils du roi Sheshonq Ier. Son père le nomme général d’Héracléopolis Magna dans le cadre de sa politique d'apanage.

## Généalogie
Nimlot est l'un des fils de Sheshonq Ier. Le nom de sa mère est inconnu. Il est possible qu'un certain Osorkon, fils d'un prince Nimlot et général d'Héracléopolis également, soit son fils, même s'il est possible, quoique moins probable, qu'il s'agisse d'un fils de Nimlot II, fils d'Osorkon II, qui a été général d'Héracléopolis également avant devenir grand prêtre d'Amon sous le règne de son père.
Il a souvent été assimilé à un prince Nimlot, attesté par des documents de la région de Léontopolis, fils d'un roi Sheshonq et de la reine Pentreshmès et général également, mais il semble que ce prince soit en réalité un fils d'un autre roi, peut-être Sheshonq II ou Sheshonq IIb .

## Biographie
Son père Sheshonq Ier, dès son arrivée sur le trône, souhaite contrôler au mieux le territoire égyptien et organise donc un système d'apanage dans lequel les principaux postes territoriaux sont confiés directement à des fils royaux, et, lorsque ces fils royaux meurent, ils ne sont pas remplacés dans leurs charges par leurs propres fils mais par les fils du roi régnant, même si ce système peut souffrir de quelques entorses.
C'est dans ce cadre-là que Nimlot devient général d'Héracléopolis, verrou stratégique entre le sud et le nord du pays. Toutefois, il semble que le général d'Héracléopolis pendant le règne d'Osorkon Ier soit un certain Osorkon, fils d'un prince Nimlot qui est probablement ce même prince général d'Héracléopolis fils de Sheshonq Ier, ce qui irait à l'encontre de la volonté initiale de Sheshonq d'éviter des dynasties locales.
Très dévoué à la divinité locale Héryshef, il publie un décret ordonnant le rétablissement de la pratique longtemps perdue du sacrifice quotidien d'un taureau pour ce dieu.